# 莫伊拉 (紐約州)
莫伊拉（英語：Moira）是一個位於美國紐約州富蘭克林縣的鎮。

## 人口
根據2020年美國人口普查的數據，莫伊拉的面積為117.14平方千米，皆為陸地。當地共有人口2916人，而人口密度為每平方千米25人。